# Лучиці (Луцький район)
Лучиці — село в Україні, у Луцькому районі Волинської області. Входить до складу Боратинської сільської громади. Населення становить 140 осіб.

## Історія
Сліди життя людей на цій землі сягають у глибоку давнину. У 1977 році археологами В.Коноплею та Г.Охріменком виявлено поселення бронзової доби, зокрема артефакти, що датуються ХІІІ — XI ст. до н. е. В архівних документах село вперше згадується під 1428 роком, а потім у 1548, 1562 роках. У першій половині XVI ст. село належало луцьким владикам, а в 1570 році — це власність піддеканія луцького ксьондза Томаша Хаєнського, пізніше ще належало Михайлові Козинському. В кінці XIX ст. найбільшою власністю — 266 десятин володіли Липинські. Згідно з архівними документами, зокрема кліровими відомостями за 1831 рік, у 1789 році старанням поміщика Осипа Павловича Ярошинського і жителів села була побудована Свято-Троїцька церква у селі Лучиці. В 1908 році була зведена нова церква, яка діє й досі.
На початку XX ст. в селі Лучиці було 48 дворів і 287 жителів. Буремні роки минулого століття не пройшли стороною це село. Відгриміли війни, пройшла колективізація. У 1974 році місцеве господарство ввійшло до складу колгоспу імені Суворова. В роки незалежності в селі проведено газопровід.
12 червня 2020 року, відповідно до розпорядження Кабінету Міністрів України № 708-р «Про визначення адміністративних центрів та затвердження територій територіальних громад Волинської області», село увійшло у склад Боратинської сільської громади.
19 липня 2020 року, в результаті адміністративно-територіальної реформи та ліквідації  Луцького району(1940—2020), село увійшло до складу новоутвореного Луцького району.

## Населення
Згідно з переписом УРСР 1989 року чисельність наявного населення села становила 135 осіб, з яких 57 чоловіків та 78 жінок.
За переписом населення України 2001 року в селі мешкало 140 осіб.

### Мова
Розподіл населення за рідною мовою за даними перепису 2001 року:
| Мова       | Відсоток |
| ---------- | -------- |
| українська | 99,29 %  |
| російська  | 0,71 %   |

## Пам'ятки археології
На території села відомі наступні пам'ятки археології:
- На лівому березі Стиру — поселення ранньослов'янського часу VI—VII ст., відкрите в 1966 р. В.Бараном.
- За 1 км на південний схід від села, на мисі першої надзаплавної тераси лівого берега Стиру висотою близько 11 м над рівнем заплави — двошарове поселення тшинецько-комарівської та черняхівської культури площею до 1,5 га. Речові матеріали зібрані вздовж ґрунтової дороги, яка веде на с. Топілля.
- На південно-східній околиці села, на мисі першої надзаплавної тераси лівого берега Стиру висотою близько 8 м над рівнем заплави — багатошарове поселення тшинецько-комарівської, черняхівської культур і давньоруського періоду ХІІ-ХІІІ ст. площею до 1 га. Пам'ятки відкриті в 1977 р. В. Коноплею та Г. Охріменком